# Ctenomys sociabilis
Ctenomys sociabilis är en däggdjursart som beskrevs av Pearson och Christie 1985. Ctenomys sociabilis ingår i släktet kamråttor och familjen buskråttor. IUCN kategoriserar arten globalt som akut hotad. Inga underarter finns listade i Catalogue of Life.
Denna gnagare är bara känd från en mindre region i Nahuel Huapí nationalpark i västra Argentina. Området är täckt av stäpp samt av några fuktigare ängar. Arten äter främst gräs.